# Aleksandr Możajew
Aleksandr Walentinowicz Możajew (ros. Александр Валентинович Можаев, ur. 5 sierpnia 1958 w Ordżonikidze) – rosyjski szpadzista reprezentujący ZSRR, brązowy medalista olimpijski i wielokrotny medalista mistrzostw świata.
Na igrzyskach olimpijskich w Moskwie w 1980 roku reprezentacja ZSRR w składzie: Aszot Karagjan, Aleksandr Abuszachmietow, Aleksandr Możajew, Boris Łukomski i Władimir Smirnow zdobywała brązowy medal. W rywalizacji indywidualnej zajął piąte miejsce.
Podczas mistrzostw świata w Melbourne w 1979 roku razem z Aszotem Karagjanem, Borisem Łukomskim, Leonidem Dunajewem i Aleksandrem Abuszachmietowem zdobył złoty medal w zawodach drużynowych. W tej samej konkurencji zdobywał następnie złoty medal mistrzostwach świata w Clermont-Ferrand (1981), srebrny na mistrzostwach świata w Sofii (1986) oraz brązowy na mistrzostwach świata w Barcelonie (1985). Ponadto na mistrzostwach świata w Clermont-Ferrand w 1981 roku zdobył srebrny medal indywidualnie, plasując się za Węgrem Zoltánem Székelym.
Odznaczony Orderem Przyjaźni. Po zakończeniu kariery został trenerem, prowadził między innymi męską reprezentację Rosji w szpadzie na igrzyskach olimpijskich w Atlancie w 1996 roku. Trenował między innymi Aleksandra Biekietowa i Walerija Zachariewicza.